# Přepychová daň
Přepychová daň (též daň z předmětů zbytné potřeby) je zvláštní typ spotřební daně, která je uvalena na zboží, které neslouží nutné spotřebě či které je pojímáno jako luxusní. Nejčastěji bývá realizována formou daně z přidané hodnoty.
Přepychová daň byla zaváděna teprve v novověku. V praxi bývá zaváděna zejména v dobách hospodářských krizí. Její zavádení je motivováno skutečností, že nepostihuje nejméně majetné vrstvy obyvatelstva.
V ČR není v současnosti přepychová daň zavedena. V právním řádu ČR se může vyskytnout v některých mezinárodních úmluvách.

## Dopad
Přepychová daň, ze své podstaty, dopadá na úzkou skupinu nejbohatších občanů. Nicméně pojem toho, co je luxusní zboží, se může časem měnit a okruh typických spotřebitelů luxusního zboží se může rozšiřovat, a tím i počet těch, kteří jsou plátci daně z přepychu. Oproti tomu její zrušení či zmírnění není politický krok, který by byl ve společnosti oblíbený, neboť je často vnímán jako zvýhodnění bohatých na úkor těch nejchudších. Může se tak stát, že na zboží, které je vnímáno jako běžně dostupné, je uvalena přepychová daň. Příkladem takové komodity jsou například káva nebo čokoláda, které byly v minulosti považovány za luxusní zboží.

## Kritika
Kritici zavádění daně z luxusu zpravidla upozorňují, že uvalení přepychové daně například na luxusní automobily může mít i jiný efekt, než ten, že potencilní zákazník odvede do státní pokladny více peněz. Zdražení luxusních aut může vést k omezení výroby v automobilkách, které se dotkne především zaměstnanců automobilky, kteří přijdou o práci.
Typickým příkladem, kdy v minulosti zavedení přepychové daně vyvolalo nežádoucí negativní důsledky, bylo v roce 1980 zavedení přepychové daně z cigaret v Kanadě. Tento krok kanadské vlády vedl k nárůstu šedého trhu s cigaretami a celkový efekt ve výběru daní byl nulový. Vláda navíc byla nucena vynaložit nemalé finanční prostředky na boj proti ilegálnímu obchodu s cigaretami.

## Přepychová daň v Československu
V Československu upravovaly výběr přepychové daně zákon č. 658/1919 Sb. z. a n., o všeobecné dani z převodu statků a z pracovních výkonův a o dani přepychové, zákon č. 268/1923 Sb. z. a n., o dani z obratu a dani přepychové, a zákon č. 200/1947 Sb., o dani z předmětů zbytné potřeby (přepychová daň), jenž byl zrušen k 1. 1. 1949, a prováděcí předpisy k těmto zákonům.